# Włodzimierz Wojciechowski (architekt)
Włodzimierz Wojciechowski (ur. 23 listopada 1924, zm. 26 grudnia 2000 w Poznaniu) – polski architekt i nauczyciel akademicki.

## Życiorys
W 1951 ukończył studia na Wydziale Architektury Szkoły Inżynierskiej w Poznaniu, a w 1959 na takim samym wydziale na Politechnice Wrocławskiej. Od 1950 pracował w Miastoprojekcie w Poznaniu, gdzie większość dzieł opracowywał w zespole projektowym wraz z Bogdanem Celichowskim i Wojciechem Kasprzyckim. Od 1953 w SARP-ie. Od 1964 wykładał na PWSSP w Poznaniu, a potem został profesorem tej uczelni. Był też kilkakrotnie dziekanem i prodziekanem Wydziału Architektury Wnętrz i Wzornictwa. Od 1963 do 1965 wiceprezes SARP do spraw twórczości. Został pochowany na Cmentarzu Junikowo w Poznaniu.

## Dzieła
Dzieła:

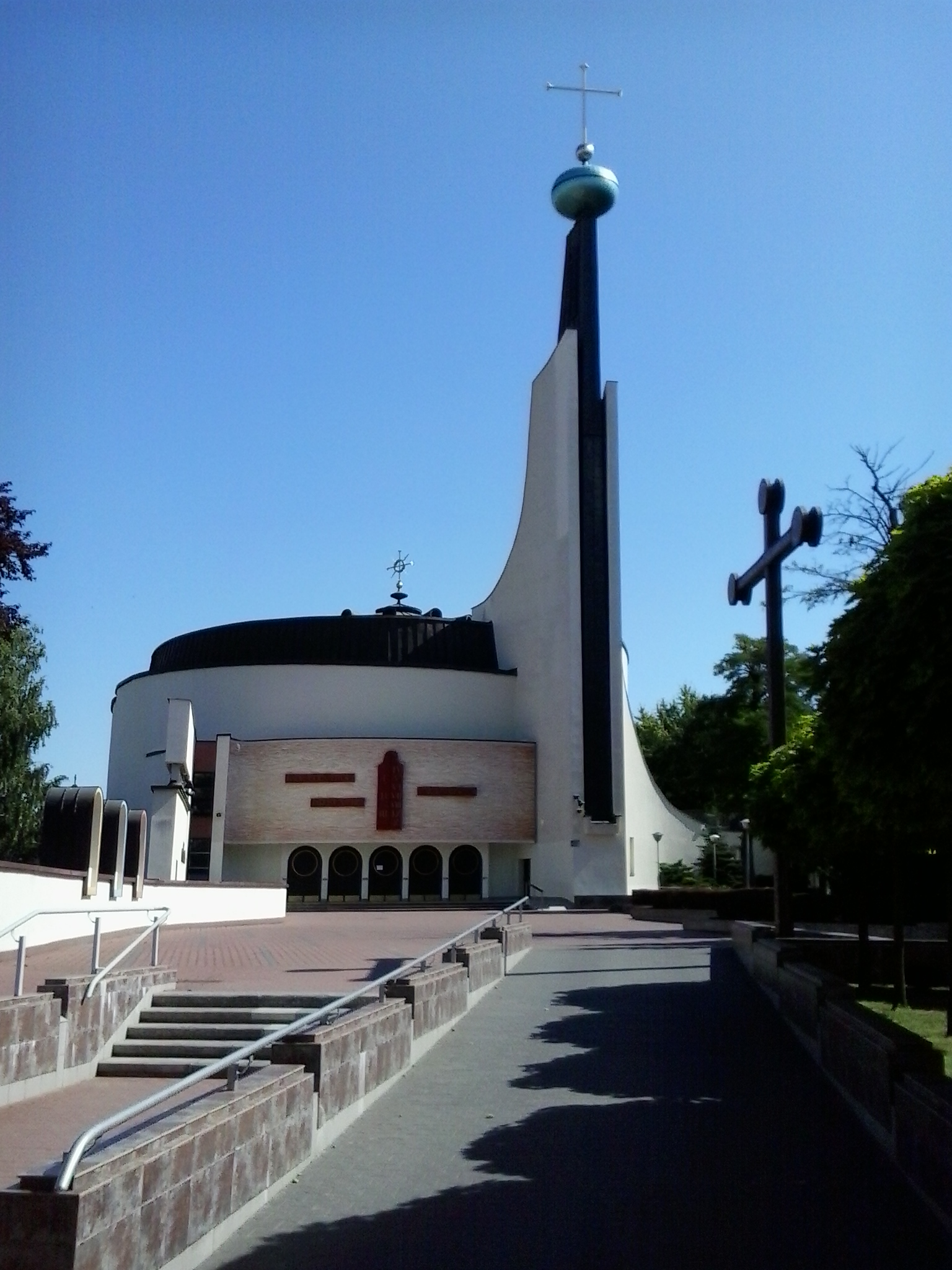
Kościół Świętej Rodziny

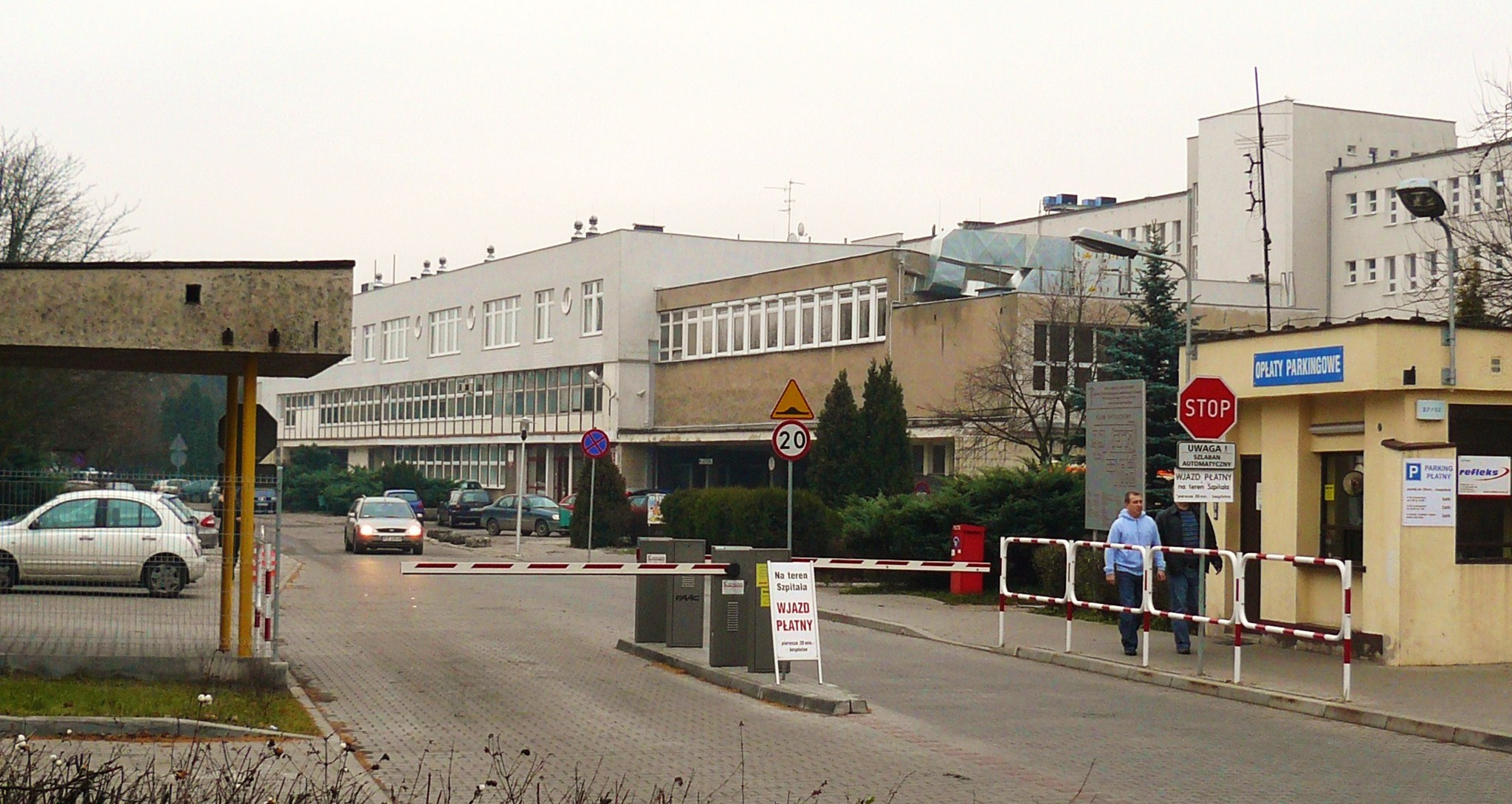
Klinika Psychiatrii w Poznaniu

- z Bogdanem Celichowskim i Wojciechem Kasprzyckim:
  - osiedla Grunwald i Świerczewskiego w Poznaniu (to drugie z Tadeuszem Płończakiem),
  - osiedle Raszyn w Poznaniu,
  - Klinika Psychiatrii Akademii Medycznej w Poznaniu,
  - Pomnik Tysiąclecia Państwa Polskiego w Gnieźnie (w zespole architektów: projekt architektury i wnętrz: Jerzy Schmidt, Włodzimierz Wojciechowski, Bogdan Celichowski, Wojciech Kasprzycki; projekt pomieszczeń i mebli: Waleria Kubacka-Schmidt, Jan Węcławski, Józef Jurek; projekt mebli szkolnych: Czesław Kowalski, Leonard Kuczma oraz autor pomnika Józef Kopczyński)[3][4],
  - kościół Świętej Rodziny na osiedlu Kopernika w Poznaniu,
  - kościół św. Jerzego na osiedlu Popiełuszki w Poznaniu,
- samodzielnie:
  - otoczenie pomnika ofiar Poznańskiego Czerwca,
  - I nagroda w konkursie na pomnik 100-lecia Międzynarodowej Unii Telekomunikacyjnej w Genewie (rzeźbę zaprojektował Benedykt Kasznia)[5].